# Palmpasenstok

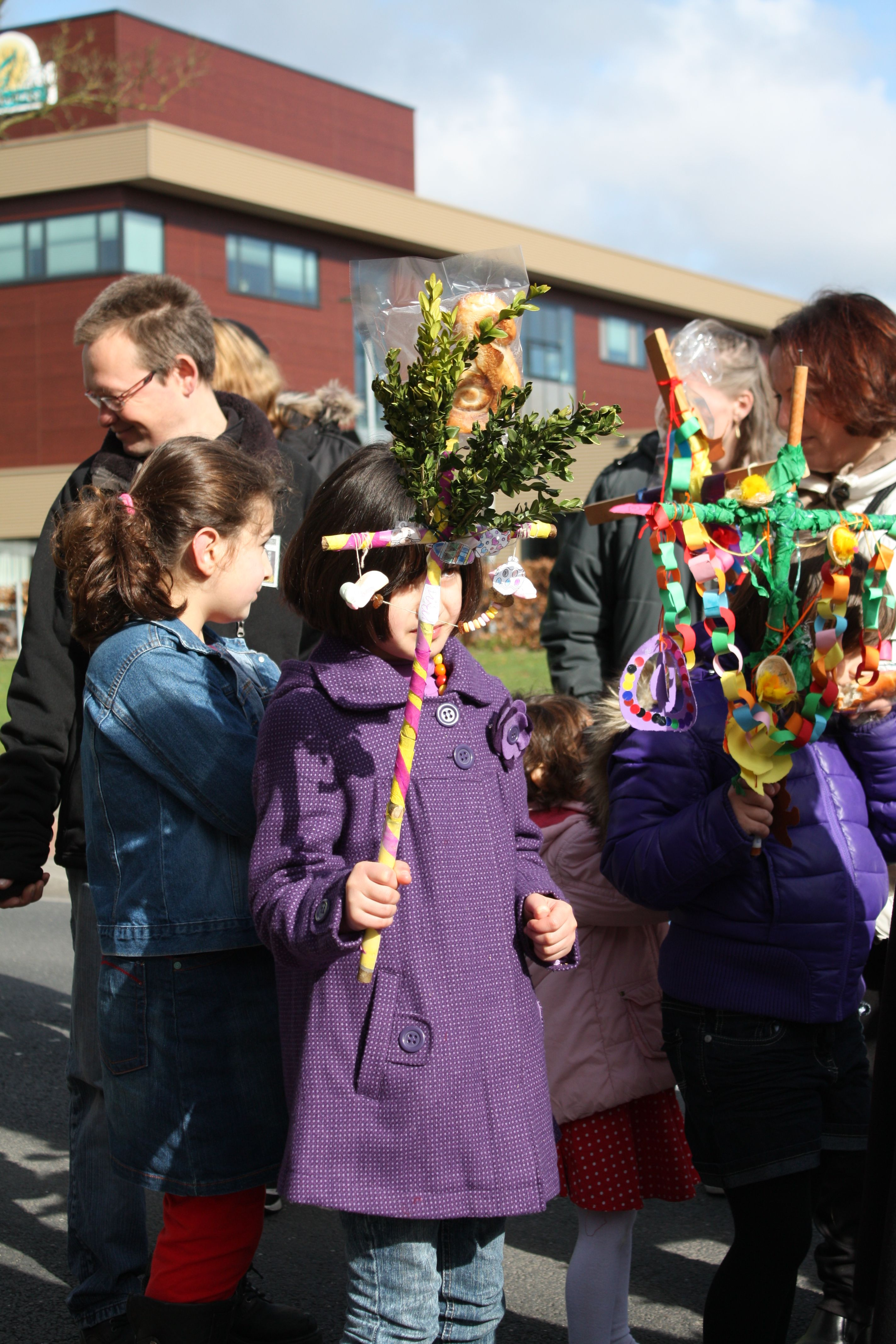
Palmpaasoptocht in Enschede

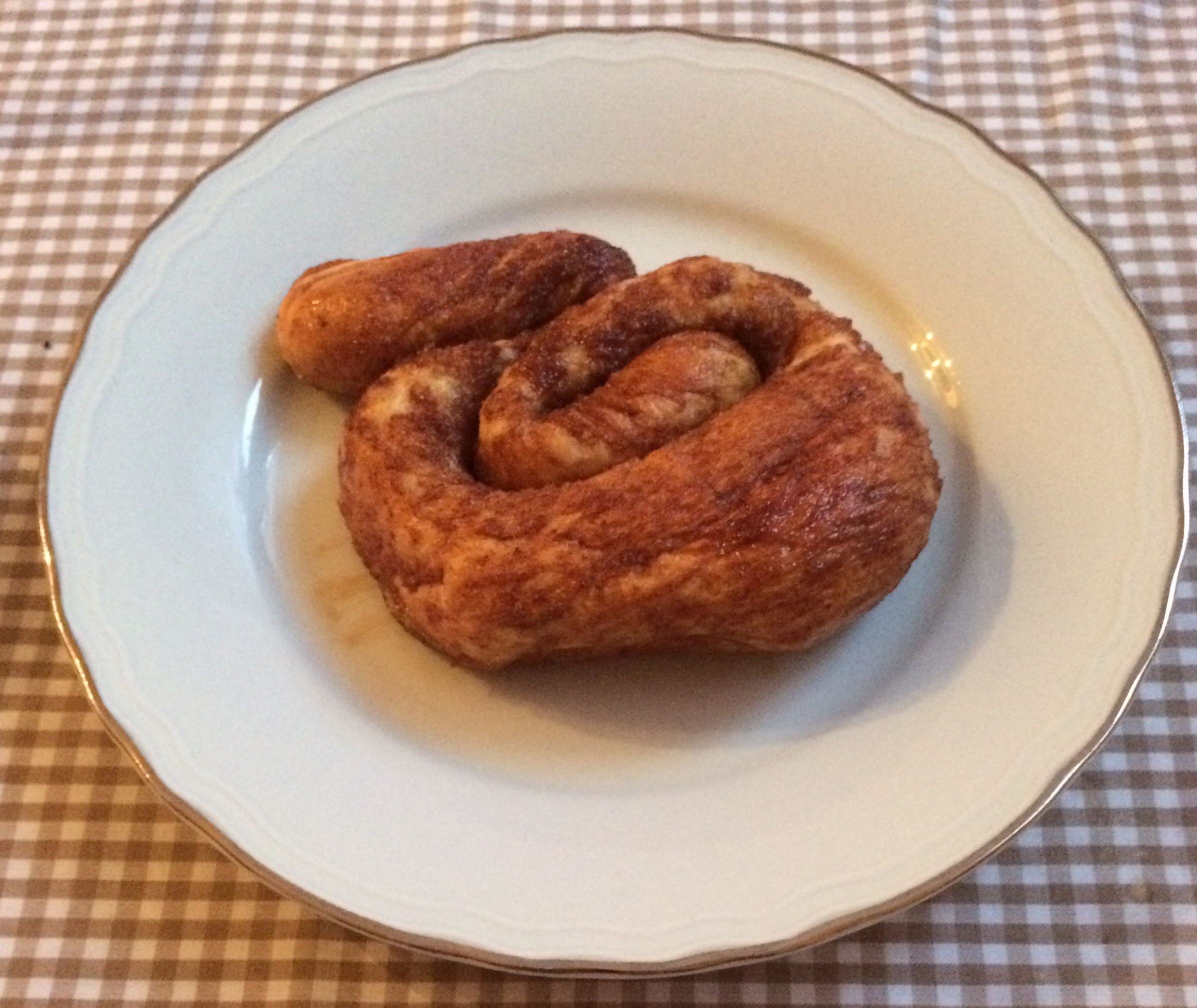
Een broodhaantje

De palmpasenstok of palmpaasstok bestaat uit twee stokken in de vorm van een kruis en wordt met Palmpasen gemaakt. Het wordt vooral in Nederland en de Antwerpse Kempen gemaakt in kerken en op katholieke en christelijke basisscholen. Aan het einde van de kerkdienst en de aansluitende palmpaasoptocht worden de palmpasenstokken door de kinderen vaak uitgedeeld aan ouderen of zieken in de parochie/gemeente. Van oudsher is het een rooms-katholieke traditie, maar in de 21e eeuw wordt de symboliek ook in protestantse en evangelische kerken gebruikt. 
Er zijn bepaalde vaste attributen bij, die elk een eigen betekenis hebben:
KruisjeStaat symbool voor het kruis waarop Jezus stierf (Goede Vrijdag, avond). Deze wordt ook wel vervangen door een horizontaal zonnerad.
PalmtakkenStaan symbool voor de intocht in Jeruzalem (Palmzondag). In Nederland worden deze vaak vervangen door buxustakken.
Het broodhaantjeHet haantje van brood staat symbool voor het breken en verdelen door Jezus van het brood bij het laatste avondmaal (Witte Donderdag). De haan staat symbool voor de haan die één keer (volgens Marcus ook nog een keer ter waarschuwing) kraaide nadat Petrus drie keer had gezegd dat hij Jezus niet kende (Goede Vrijdag/vroege ochtend).
EitjesStaan symbool voor nieuw leven (Paaszondag).
30 rozijnenStaan symbool voor de 30 zilverlingen waarvoor Judas Jezus verried. Tegenwoordig worden in plaats van rozijnen ook andere snoepjes gebruikt.
12 pinda’sVerwijzen naar de twaalf apostelen.
KransjeSoms ook vervangen door een kroon. Staat symbool voor het Koninklijke van Jezus. Jezus als 'koning' van zijn wereld, het Rijk Gods.
Ook in vele andere landen worden op Palmzondag vergelijkbare stokken gemaakt. 
Er is vermoedelijk ook een relatie met de gebruiken rond de meiboom, het Romeinse labarum en het zonnerad.